# Cmentarz wojenny w Poćwiardówce

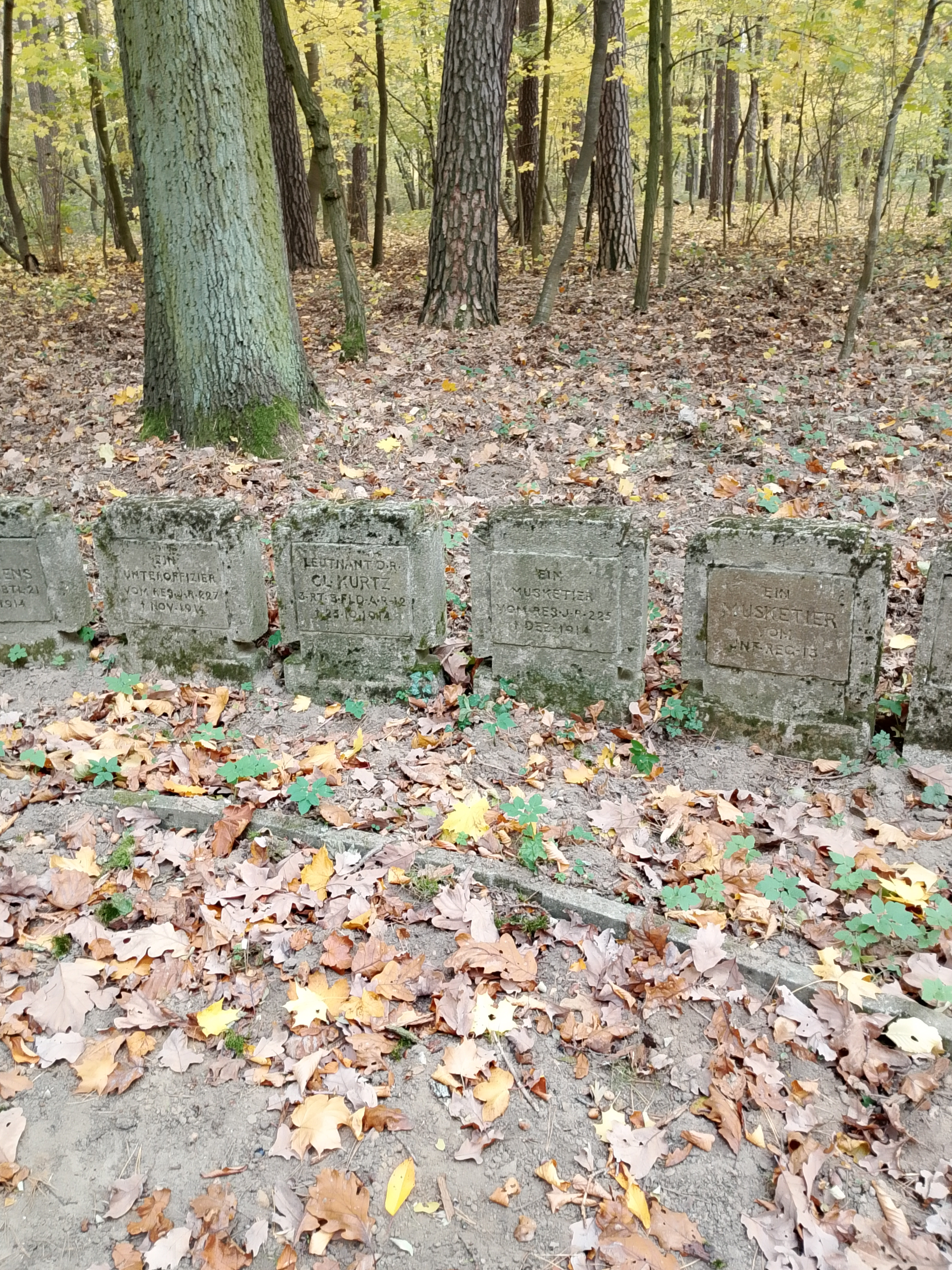
Zachowane nagrobki.

Cmentarz wojenny w Poćwiardówce – cmentarz z okresu I wojny światowej we wsi Poćwiardówka.
Zajmuje powierzchnię 1,25 ha (12 500 m²). Usytuowany na skraju lasu przy drodze do Niesułkowa. Spoczywają na nim żołnierze niemieccy polegli podczas I wojny światowej. Do dziś zachował się kamienny obelisk oraz płyty nagrobne ze słabo czytelnymi inskrypcjami.